# متلازمة تي 3 القطبية
متلازمة T 3 القطبية أو (Polar T3 syndrome) هي حالة توجد في المستكشفين القطبيين ، بسبب انخفاض مستويات هرمون الغدة الدرقية T 3 .   وتشمل آثاره النسيان والضعف الإدراكي واضطرابات المزاج .  
يمكن أن تظهر نفسها في حالة شرود تعرف باسم التحديق في القطب الجنوبي .   